# مشارکت اقتصادی جامع منطقه‌ای
مشارکت اقتصادی جامع منطقه ای (RCEP) یک توافق‌نامه تجارت آزاد در منطقه آسیا و اقیانوسیه بین ده کشور آسه آن (مانند: برونئی، کامبوج، اندونزی، لائوس، مالزی، میانمار، فیلیپین، سنگاپور، تایلند و ویتنام) و پنج کشور از شرکای FTA (استرالیا، چین، ژاپن، نیوزیلند و کره جنوبی) است. ۱۵ کشور عضو حدود ۳۰٪ از جمعیت جهان و ۳۰٪ از تولید ناخالص داخلی جهانی را تشکیل می‌دهند و این کشورها را به بزرگترین بلوک تجاری تبدیل می‌کند. در اجلاس مجازی آسه آن در ۱۵ نوامبر ۲۰۲۰ به میزبانی ویتنام امضا شد و انتظار می‌رود ظرف دو سال پس از تصویب توسط کشورهای عضو، اجرا شود.
پیمان تجاری، که شامل ترکیبی از کشورهای با درآمد بالا، متوسط و کم درآمد است، در اجلاس ۲۰۱۱ آسه آن در بالی منعقد شد در حالی که مذاکرات آن به‌طور رسمی در طی اجلاس ۲۰۱۲ آسه آن در کامبوج آغاز شد.
RCEP اولین توافق‌نامه تجارت آزاد بین چین، ژاپن و کره جنوبی (سه کشور از چهار اقتصاد بزرگ آسیا) است و اولین توافق‌نامه تجارت آزاد چندجانبه است که شامل چین است. در زمان امضای آن، تحلیلگران پیش‌بینی کردند که این امر به تحریک اقتصاد در میان بیماری همه گیر COVID-19 و کشیدن مرکز ثقل اقتصادی به سمت آسیا کمک می‌کند.

## عضویت

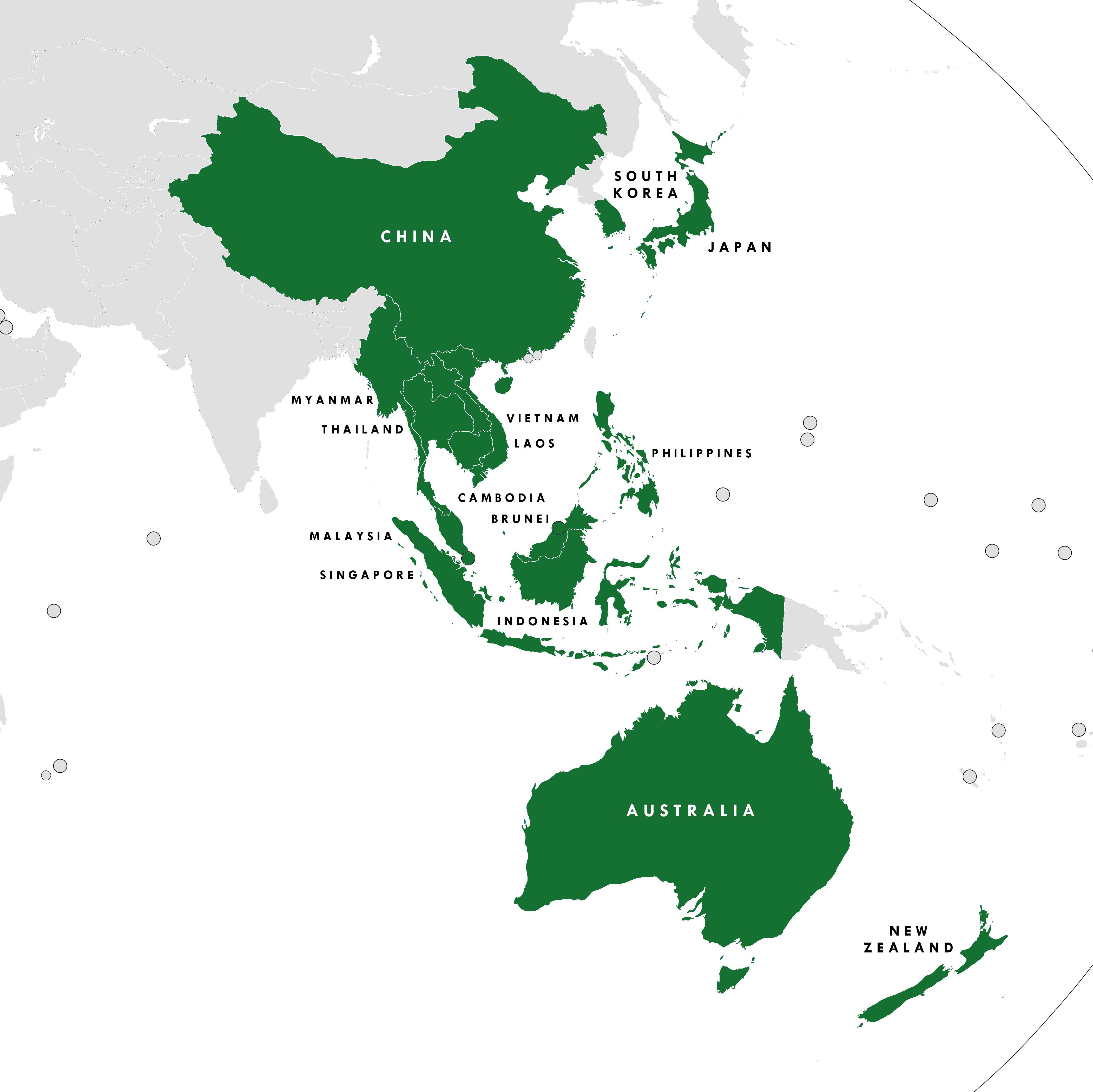
15 کشور عضو RCEP آبی: اتحادیه کشورهای جنوب شرقی آسیا بنفش: اتحادیه کشورهای جنوب شرقی آسیا به اضافه سه فیروزه‌ای: اتحادیه کشورهای جنوب شرقی آسیا به اضافه شش (به جز هند)

رهبران آسه آن اظهار داشتند که درها برای هند، که در نوامبر ۲۰۱۹ تصمیم گرفتند، باز بمانند تا بعداً به آن بپیوندند.
این توافقنامه همچنین برای سایر شرکای اقتصادی خارجی مانند کشورهایی در آسیای میانه و سایر کشورهای باقیمانده در آسیا-اقیانوسیه (آسیای جنوبی، آسیای شرقی، آسیای جنوب شرقی و اقیانوسیه) قابل استفاده است.

### امضا کنندگان
- هر ده عضو آسه آن
  -  برونئی
  -  کامبوج
  -  اندونزی
  -  لائوس
  -  مالزی
  -  میانمار
  -  فیلیپین
  -  سنگاپور
  -  تایلند
  -  ویتنام
- هر سه عضو دیگر آسیای شرقی در انجمن ملل آسیای جنوب شرقی
  -  چین
  -  ژاپن
  -  کره جنوبی
- دو عضو دیگر اقیانوسیه از انجمن ملل آسیای جنوب شرقی
  -  استرالیا
  -  نیوزیلند[۱۰]

## محتوا
این توافق‌نامه برای کاهش تعرفه‌ها و کارنامه قانونی است که شامل قوانین واحد منشأ در سراسر بلوک است که ممکن است زنجیره‌های عرضه بین‌المللی و تجارت در منطقه را تسهیل کند. همچنین تعرفه‌های خاصی را ممنوع می‌کند. این کار بر روی اتحادیه‌های کارگری، حفاظت از محیط زیست یا یارانه‌های دولتی متمرکز نیست.
RCEP به اندازه توافقنامه جامع و مترقی مشارکت بین اقیانوس آرام، توافق‌نامه تجارت آزاد دیگر در منطقه که برخی از کشورهای مشابه را شامل می‌شود، جامع نیست.

## تاریخ
۲۰۱۱
- در اوت ۲۰۱۱، وزرای اقتصادی اجلاس شرق آسیا از طرح "مشترک ابتکاری چین و ژاپن در مورد سرعت بخشیدن به ایجاد EAFTA و CEPEA" استقبال کردند.[۱۳]
- در نوزدهمین اجلاس آسه آن در ۱۴ تا ۱۹ نوامبر ۲۰۱۱، مشارکت اقتصادی جامع منطقه ای (RCEP) معرفی شد.[۱۴]

## واکنش‌ها
در سال ۲۰۱۶، بنیاد مرزهای الکترونیکی اولین پیش نویس مقررات مربوط به دارایی فکری RCEP را توصیف کرد که حاوی بدترین مقررات مربوط به کپی رایت است که تاکنون در یک قرارداد تجاری دیده نشده‌است.